# Croix de Pen-ar-Ran
La croix de Pen-ar-Ran (ou de Penhareng) est une croix de chemin située à Piriac-sur-Mer, en France.

## Caractéristiques
La croix est située au lieu-dit de Pen-ar-Ran, sur la commune de Piriac-sur-Mer, dans le département de la Loire-Atlantique. Elle est érigée à l'intérieur des terres, dans un quartier pavillonnaire distant d'environ 500 m du centre de Piriac, sur le bord de la route au croisement de la rue du Vieux-Moulin et de l'avenue Louis-Clément.
La graphie du lieu-dit varie suivant les sources. En 1905, Henri Quilgars relève deux graphies anciennes : « Penarant » en 1572 et « Penharan » en 1627. On rencontre également « Penferan ». Dans les arrêtés relatifs à sa protection patrimoniale, la croix est dénommée « Penhareng, ». Une rue de Piriac-sur-Mer, proche du site, est orthographiée « impasse de Pen ar Ran ». La signification de ce nom n'est pas connue.
La croix en elle-même est une construction en granite de moins de 2 m de hauteur. Sa partie sculptée est placée sur un fût rectangulaire, lui-même installé sur un socle constitué de plusieurs grosses pierres. Elle comporte deux faces distinctes : celle visible depuis la route est une Crucifixion ; l'autre est une Visitation. Les personnages sont grossièrement représentés, dans un style presque naïf.

## Historique
La croix daterait du XVe ou du XVIe siècle et n'est alors pas érigée à l'endroit actuel. Elle est abattue et abandonnée à une date postérieure.
La pierre est découverte en 1932 par un estivant dans un champ de Kergobel, lieu-dit de Piriac à plus de 2 km à l'est de Pen-ar-Ran. Il la ramène dans sa résidence de Pen-ar-Ran et décide de la reconstituer, en fabriquant un socle avec des pierres provenant du manoir de Kerjean,. Le calvaire remonté se déplace plusieurs fois avant d'aboutir au lieu actuel,,.
La croix est inscrite au titre des monuments historiques le 26 octobre 1944. Le 23 janvier 2013, elle est inscrite comme objet mobilier. Constatant que l'inscription comme immeuble ne se justifie pas, la croix ayant été déplacée, et que son titre d'objet mobilier suffit, elle est radiée des monuments historiques le 8 juillet 2014.